# Нуньцзян
Нуньцзя́н, Неньцзян, Нонні — річка на пінічному сході Китаю, ліва (найбільша) притока Сунгарі (басейн Амура). Довжина 1 089 км, площа басейну 244 тисячі км². Витоки на схилах Ільхурі-Алінь, тече по рівнині Сунляо.
Середні витрати близько 700 м³/с; літні паводки. Судноплавна від міста Ціцікар.